# Byblissläktet
Byblissläktet (Byblidaceae) är det enda släktet inom familjen byblisväxter. Släktet innehåller sex arter som förekommer i norra och västra Australien, samt på Nya Guinea.
Byblissläktets arter är fleråriga örter, ibland med jordstam. Bladen, som är ihoprullade som unga, är långsmala och täckta av långa glandelhår. Blommorna kommer i bladvecken och har utbredda kronblad som är sammanväxta endast vid basen.
Insekter fastar ibland i de långa klibbiga håren, men det föreligger inga bevis att växterna skulle vara köttätande. Det finns misstankar om att Byblis-arterna snarare tar upp näring ur de exkremiteter som fångade insekter släpper ifrån sig.